# Trịnh Kiểm
Trịnh Kiểm (* 1503; † 1570) war ein vietnamesischer Adliger und Militärführer. Er begründete die Machtposition seiner Familie, der Trinh-Fürsten, die unter der Lê-Dynastie zu den eigentlichen Herrschern in Tonkin aufstieg und diese Position bis Ende des 18. Jahrhunderts innehatte.

## Herkunft
Trinh Kiem stammte aus armen Verhältnissen aus dem Kreis Vinh Loc in der Provinz Thanh Hóa. Als Heranwachsender soll er als Büffelhirte gearbeitet haben. Trinh Kiem schloss sich den Rebellen gegen die Mac-Dynastie im Hochland des heutigen Laos an. Im Zuge seiner militärischen Verdienste heiratete er eine Tochter des Gelehrten und Militärführers Nguyễn Kim, dem Kopf der Restaurationsbewegung, welche die Le-Dynastie gegen die Mạc-Dynastie wiederherstellen wollte.
Es gibt Theorien, wonach er wegen seines Familiennamens mit vorausgegangenen Rebellen des frühen 16. Jahrhunderts in Verbindung gebracht wird. Es gibt jedoch keine zeitgenössischen Quellen, welche diese These stützen.

## Restauration der Le-Dynastie
1539 fungierte er erstmals als Anführer eines gegen die Mac-Dynastie kämpfenden Heeres. Trinh Kiem entwickelte sich zum Kopf der militärischen Organisation der Le-Loyalisten und baute in seiner Heimatregion Kräfte zum Widerstand gegen die Mac-Dynastie auf. Er befehligte die Armee der Le-Anhänger in mehreren Militärkampagnen in den 1550er Jahren. Schließlich konnte seine Rebellion die Le-Dynastie wieder in Hanoi etablieren. Er half, Kaiser Lê Trang Tông auf den Thron zu setzen. Nach dessen Ableben konnte er auch erneut die Thronfolge bestimmen und übernahm ab dann die zentrale Machtposition im Đại-Việt-Staat.
Trinh Kiem musste sich in einem internen Machtkampf gegen seinen Halbbruder Nguyễn Hoàng durchsetzen. Zeitgenössischen Berichten nach verzichtete Trinh Kiem aufgrund des Ratschlags des Gelehrten Nguyễn Bỉnh Khiêm, selbst die führende Rolle in der Familie und dem Kaiserreich zu beanspruchen. Stattdessen bestimmte er als graue Eminenz hinter den Kulissen die Geschicke des Clans und des Reiches. Zu Lebzeiten versuchte er, seinen Sohn Trịnh Cối als Nachfolger festzulegen. Dieser konnte sich aber aufgrund seines geringen Ansehens nicht gegen den Machtanspruch seiner Brüder behaupten. Drei Monate nach Trinh Kiems Tod herrschte Bürgerkrieg innerhalb des Clans. Sein Sohn Trịnh Tùng konnte sich schließlich durchsetzen und wurde der erste offen proklamierte Trinh-Fürst.